# Державна їдальня (Білий дім)

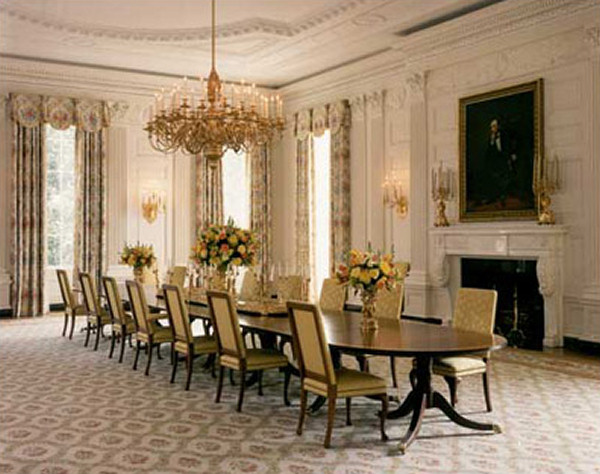
Державна їдальня під час правління Клінтона

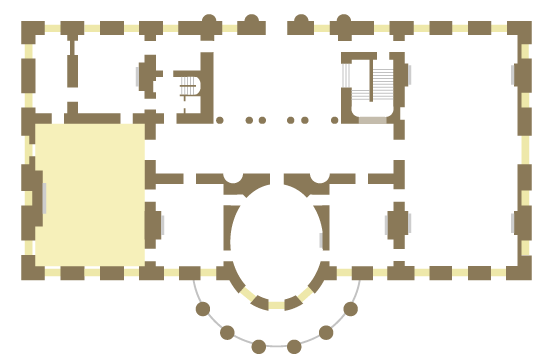
Місцезнаходження державної їдальні у Білому домі

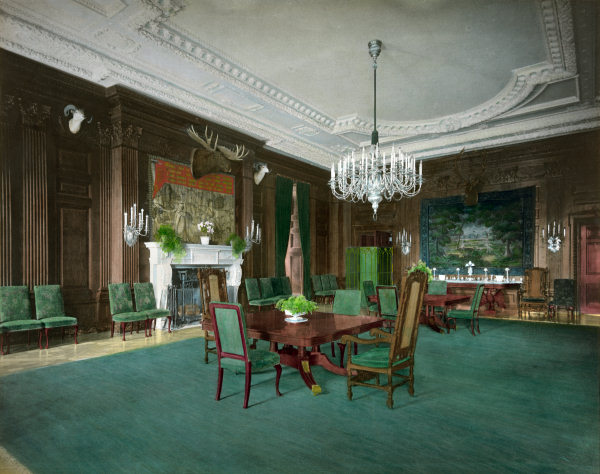
Державна їдальня під час адміністрації Теодора Рузвельта у 1904 році. Стіни, зроблені з темного дерева, були настільки пошкоджені під час реконструкції Трумена, що їх довелося закрити картинами, щоб приховати ушкодження

Державна їдальня (Парадна їдальня; англ. State Dining Room) — їдальня, розташована на другому державному поверсі Білого дому — офіційної резиденції президентів Сполучених Штатів Америки. Це більша з двох їдалень Білого дому, зал використовується для офіційних прийомів і великих державних обідів під час візитів глав іноземних держав. Їдальня вміщає 140 людей, її площа становить 48 на 36 футів (160,5 м²). У кімнаті шість дверей, які відкриваються в сімейну їдальню, Червону кімнату, Центральний хол, комору, а також на західну терасу. При адміністрації Ендрю Джексона приміщення офіційно стали називати Державною їдальнею.

## Історія
Перший поверх Білого дому проектувався за планами архітектора Джеймса Гобана. Його ідея полягала в тому, що кімната на південному заході повинна була стати їдальнею, але її використовували як бібліотеку і кабінет перед тим, як вона перетворилася на державну їдальню. У 1817 році, через три роки після пожежі 1814, президент Джеймс Монро взявся за реконструкцію будівлі. Під його керівництвом були завезені нові золоті столові набори і сервірування столу, які були закуплені в Франції, орнаменти стін стали позолочено-бронзовими. У центрі був установлений стіл, що досягав 4,6 метрів у довжину. У кімнаті стояли чаші та свічки, три корзини з фруктами, які підтримували жіночі позолочені фігури. Спочатку в кімнаті містився мармуровий камін з Італії, але згодом його переставили в Червону кімнату.
1902 року президент Рузвельт почав нову реконструкцію Білого дому. Площа їдальні збільшилася майже в два рази. Кімната була перероблена в стилі англійського неокласицизму кінця XVIII століття. Приміщення заново відштукатурили, стіни оббили темним деревом. На стелі була встановлена велика срібна люстра і два канделябри в стилі рококо, а також завезені стільці у стилі англійської королеви Анни.
З 1949 року президент Трумен взявся за реконструкцію Білого дому, який в середині століття сильно постарів і потребував термінового ремонту. При реконструкції більша частина оббивки сильно постраждала. Це призвело до того, що кімната була завішана картинами, щоб приховати дефекти ремонту. Пізніше Трумен змінив дерев'яні панелі на нові дубові і надав кімнаті риси американського стилю. Стільці були замінені на звичайні американські, і в кімнаті майже не залишилося рис англійського стилю.
Жаклін Кеннеді, дружина президента Джона Кеннеді, найняла дизайнера Стефана Будена для оформлення інтер'єру, в тому числі і парадної їдальні. Більшість змін, внесених у цей період, помітні і зараз. Люстра отримала вигляд срібного блюда, були встановлені позолочені бра на бокових панелях, відновлений камін 1902 року. На ньому був вигравіюваний напис із листа Джона Адамс дружині Ебігейль, написаного у 1800 році:
| Я молю небеса, щоб вона подарували найкращі благословення в цей дім і всім, хто згодом буде жити в ньому. Нехай ніхто, крім чесних і мудрих людей, ніколи не правитиме під цим дахом. |
Консолі були пофарбовані в колір слонової кістки, на підлогу постелили новий килим — копію із замку Лідс. Під час великих офіційних обідів стіл забирали, а на його місці ставили декілька невеликих круглих столиків. Така традиція існує і сьогодні.
У 1967 році дружина Ліндона Джонсона Леді Джонсон повісила у їдальню нові штори, створені на основі дизайну Стефана Будена. Пет Ніксон замінила килим Жаклін Кеннеді на індійський. Ненсі Рейган пофарбувала панелі в жовтий колір. У 1999 році під керівництвом Гілларі Клінтон був проведений косметичний ремонт кімнати. Стіни перефарбували в жовтий колір, заново відштукатурили стелю. Стіл і консоль були відновлені в початковому вигляді кольору червоного дерева. Повернулися стільці в стилі королеви Анни, які оббили дамаським шовком. Килим і штори були виконані в квітковому стилі. Центральний орнамент килима нагадував медальйон. Люстри і бра відполірували, їм надали металічний золотий блиск.
Реставрація Державної їдальні і всього Білого дому проходять регулярно з приходом нової першої пари.